# Hörsching
Hörsching är en ort och köpingskommun i Österrike. Den ligger i distriktet Linz-Land i förbundslandet Oberösterreich, 160 kilometer väster om huvudstaden Wien. I kommunen ligger Linz flygplats.
Kommunen består av tolv orter (Ortschaften) (inom parentes invånarantal 1 januari 2024):

- Aistental (106)
- Breitbrunn (443)
- Frindorf (248)
- Gerersdorf (63)
- Haid (265)
- Holzleiten (246)
- Hörsching (2 364)
- Lindenlach (27)
- Neubau (1 211)
- Rudelsdorf (80)
- Rutzing (700)
- Öhndorf (769)